# Bibliothèque publique de Westmount
La Bibliothèque publique de Westmount a été l'une des premières bibliothèques publiques du Québec – la sixième à voir le jour. Elle a été en revanche la toute première bibliothèque québécoise à permettre son accès gratuitement. Inaugurée en 1899, la bibliothèque a donc célébré ses 125 ans en 2024.

## Description
Située au 4574, rue Sherbrooke Ouest à Westmount, la Bibliothèque publique de Westmount a pour mission « d'enrichir la communauté en offrant un cadre invitant et propice à la lecture, à l'apprentissage et à la découverte ».

## Architecture
La Bibliothèque publique de Westmount se trouve dans le parc Westmount, aux abords de la très achalandée rue Sherbrooke Ouest. Elle est l’œuvre de l’architecte westmountais Robert Findlay qui, s’inspirant des bibliothèques de la Nouvelle-Angleterre, offre à la ville un édifice d’architecture victorienne doté d’une entrée en voûte, d'une toiture en pignons et d’une tour à tourelles. L’intérieur est caractérisé par des plafonds en caissons, des moulures décoratives, des arches affirmées et des colonnes en faux marbre. On peut aussi y admirer des murales du peintre scotto-canadien Adam Sheriff-Scott ainsi que des calligraphies ornant les murs et les fenêtres de noms d’artistes de Westmount, notamment du défunt Leonard Cohen.

### Modifications au bâtiment principal
La bibliothèque a été agrandie à quelques reprises, tout en prenant soin de respecter le style d’origine de l’endroit. D’abord en 1911, soit 12 ans après son inauguration, la bibliothèque de Westmount a accueilli un nouveau pavillon réservé aux enfants, cet endroit ayant encore une fois été réfléchi par l’architecte Robert Findlay. Au même moment, un deuxième étage a été construit au-dessus d’une petite partie du bâtiment existant. Puis, en 1924, une aile complète a été ajoutée à la structure existante, notamment afin de souligner les 25 ans de la bibliothèque. Cette addition, constituant ainsi deux nouvelles salles de lecture, est le produit de Robert Findlay et de son fils. En 1936, un professeur d’architecture de l’Université McGill à Montréal, M. Philip John Turner, a eu l’opportunité d’ajouter une pièce à une salle de travail existante. Du même coup, de nombreuses améliorations ont été apportées au bâtiment, comme une nouvelle couche de peinture, de même que de nouvelles portes tournantes à l’entrée de la bibliothèque. C’est ensuite en 1959 qu’une annexe complète de trois étages a été fusionnée au bâtiment principal, l’œuvre de la firme Durnford, Bolton, Cahdwick et Ellwood. Des modifications à l’édifice original ont été apportées, transformant entre autres le pavillon pour enfants en trois bureaux distincts.   

## La bibliothèque et sa communauté
La Bibliothèque publique de Westmount fait partie intégrante de la communauté westmountaise, qui la protège jalousement, comme nous l’affirme ici l’ancien maire de la ville, Peter Trent : « La Bibliothèque est le service le plus aimé et le plus utilisé de Westmount. Quiconque y touche le fait à ses risques et périls, particulièrement dans le cas d’un édifice à fort caractère patrimonial. ».
Aujourd’hui, elle accueille quotidiennement plus d’un millier de personnes et organise ses activités autour de 7600 abonnés sur une population de 20 000 citoyens. La bibliothèque a une collection de 180 000 documents imprimés et audiovisuels, et octroie 350 000 prêts chaque année. Son offre est bonifiée par une importante collection de livres anciens et rares de langues française et anglaise, de 80 œuvres d’art offertes en don ainsi que de 40 000 cartes postales anciennes reflétant le passé westmountais, mais aussi montréalais et québécois.

### Services offerts
Divers services sont offerts aux membres de la bibliothèque de Westmount de même qu’aux gens qui la fréquentent.

#### Abonnement à la bibliothèque
L’abonnement est sans frais pour les résidents de Westmount, alors que toute autre personne qui désire s'abonner doit payer un montant jusqu'à 120 $ par année. Cet abonnement permet l’emprunt de documents gratuitement, jusqu’à concurrence de 20 maximum par individu. Entre autres, des livres, des magazines, des DVDs et Blue Rays, des livres audios sont disponibles à l'emprunt. L'abonnement pour les adultes (13 ans et plus) permet le prêt de documents classifiés comme « rares » ou « fragiles ». En revanche, les individus de moins de 13 ans ne peuvent emprunter ce genre de document. Parmi les services, on compte également la réservation de documents par téléphone ou en ligne. Leur cueillette pour l'emprunt peut par la suite prendre place.
En ce qui concerne les retards pour la remise du document, ces derniers ont déjà fait l'objet d'amendes, mais ce n'est désormais plus le cas depuis le 1er janvier 2023, notamment afin de ne pas faire obstacle à l'accessibilité aux services. L'abolition des frais de retard provient d'une initiative récente de certaines bibliothèques aux États-Unis. Le mouvement s’est propagé et en date de 2024, ce sont plus de la moitié des bibliothèques situées au Québec qui ne chargent plus de frais de retard, dont la bibliothèque de Westmount. Malgré tout, il est préférable de porter une attention particulière à la date de remise des documents empruntés, sous peine que le compte personnel pour la bibliothèque soit bloqué. Pour un retard excessif ou lorsque le document est perdu, des frais peuvent cependant s'appliquer.

#### Services informatiques
Le Wi-Fi est gratuit et disponible en libre accès dans tout le bâtiment de la bibliothèque. Des ordinateurs sont de surcroit disponibles pour les membres de la bibliothèque. Cette dernière offre également désormais une application mobile.

#### Location de salles d'études
Parfaites pour les étudiants, les salles d'études peuvent être louées pour un maximum de deux heures. Elles doivent cependant faire l'objet d'une réservation au préalable par un abonné de la bibliothèque.

#### Visites de groupe
Des visites guidées de la bibliothèque sont offertes aux groupes de 15 individus et moins grâce à une réservation préalable. Néanmoins, de plus grands groupes, comme les individus des garderies, des écoles et des camps de jour, peuvent effectuer une visite.

#### Livraison de documents à domicile
Ce service est réservé aux personnes qui n’ont pas la chance de pouvoir se déplacer. Il s'agit en fait de bénévoles qui se chargent de se rendre au domicile de la personne en question à toutes les trois semaines pour un renouvellement des documents empruntés. Ce sont néanmoins les bénévoles qui ont la tâche de choisir les documents à emprunter. Ces personnes volontaires se basent sur les préférences des usagers. Les abonnés de la bibliothèque doivent toutefois habiter Westmount pour pouvoir profiter de ce service.

#### Bibliothèque en semences
Il s’agit en fait d’une initiative de la Bibliothèque de Westmount grâce à laquelle les abonnés ont la possibilité d'emprunter les semences d'une cinquantaine de plantes. Les membres de la Bibliothèque sont invités à ramener les semences à la fin de la saison afin de participer à la culture de partage que souhaite instaurer la Bibliothèque.

## Histoire

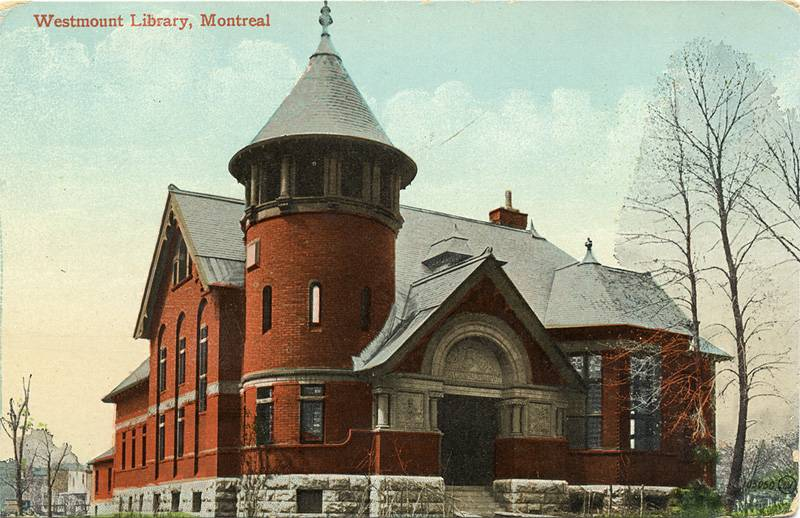
Westmount Public Library

Reconnue comme étant la première bibliothèque québécoise municipale gratuite et financée par des fonds publics, la Bibliothèque publique de Westmount voit ses premières bases jetées en 1897 alors qu’une résolution du conseil municipal, soumise au scrutin des contribuables, est adoptée. La ville affectera 16 375 $ à sa construction, mais aussi à l’acquisition de livres et de mobiliers.
Inaugurée le 20 juin 1899 par le maire James R. Walker, sa collection initiale, rassemblée par le bibliothécaire universitaire de McGill Charles Henry Gould (en), compte 2 000 livres.
Le prêt de livres s'amorce le 23 juillet 1899. Les abonnés ne peuvent emprunter qu'un livre à la fois, pour une durée de 14 jours. Le catalogue compte à l'origine seulement 10 titres en français.
La première bibliothécaire, Beatrice Glen Moore, occupera son poste trois ans, de 1898 à 1901. Elle démissionne en 1901 en raison de conflits avec le comité de la bibliothèque. Mary Sollace Saxe sera embauchée le 2 mai 1901 pour la remplacer.

### L’héritage de Mary Sollace Saxe
Sous Mary Sollace Saxe, qui dirige la bibliothèque de 1901 à 1931, la bibliothèque bonifie son offre de services aux usagers. Ceux-ci se déclinent en trois services : le service aux enfants, le service de référence et l’accès physique aux collections.

#### Service aux enfants

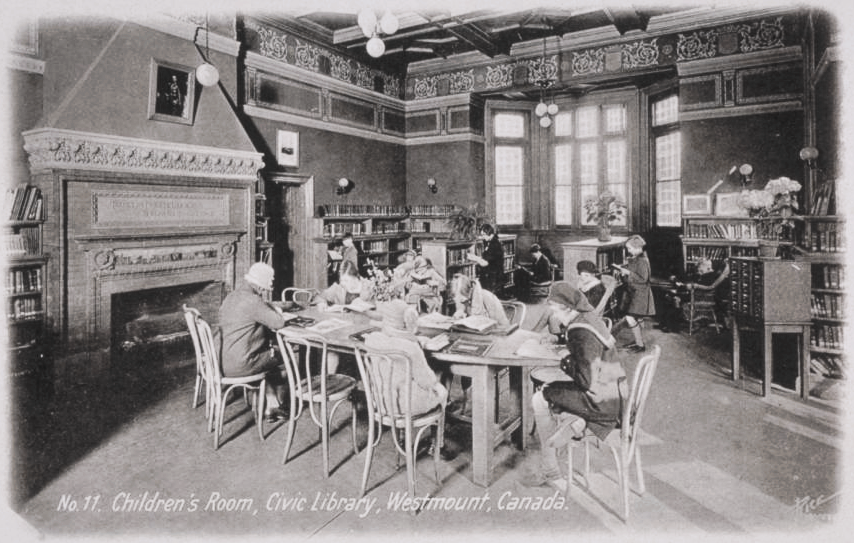
Salle des enfants, bibliothèque publique, Westmount, Canada

Au tournant du 19e siècle, la place des enfants dans les bibliothèques est de plus en plus une préoccupation pour les bibliothécaires d’Amérique du Nord. Ce changement de mentalité se concrétise dans la création d'espaces adaptés aux enfants et la mise en place de services spécifiquement pensés pour eux. Le Westmount Library Committee est intéressé dès 1898 par la création d’un service dédié à l’enfance, mais les coûts de construction ont pour conséquences de revoir à la baisse la superficie de l'espace, mais aussi les services offerts par la bibliothèque.
Mary Sollace Saxe insiste néanmoins pour développer le service aux enfants. Entre 1901 et 1909, la circulation de livres pour enfants représente 15% de la circulation totale des documents, et il y a, chez le personnel, un désir d’augmenter la présence de livres adaptés à cette clientèle. En 1909, le Library Committee suggère au conseil municipal d’octroyer 20 000 dollars à la bibliothèque pour la construction d’une aile consacrée aux services à l’enfance. La demande acceptée, la construction est déléguée à Robert Findlay et est complétée en janvier 1911. La bibliothèque devient alors, selon les mots de Mary Sollace Saxe lors d'une conférence de l’American Library Association : « the only properly equipped children’s room in any library in the province of Quebec. ».

#### Service de référence
Dès son entrée, Saxe s’inquiète de la petitesse de la collection de livres de référence. En 1909, le Library Committee suggère que soit utilisé un montant de 20 000 dollars pour la création d’un espace réservé aux enfants, mais aussi pour une salle de réception et une salle pour le service de référence. Seul l’espace réservé aux enfants est retenu, le service de référence est considéré comme une priorité secondaire. Saxe milite néanmoins pour l'aménagement de celui-ci et réussit en 1912 à engager un bibliothécaire qui se consacre au service de référence. Devant la popularité du service, celui-est intégré dans les statuts et règlements de la bibliothèque en 1914 : « There is a Reference Librarian, whose especial work it is to gather information for anyone desiring aid in research work, or gathering information for debates ». Le succès de la section jeunesse et de son service de référence se constate rapidement : si, dès son ouverture en 1911, c'est 18,2% de tous les livres empruntés à la bibliothèque qui proviennent de la section jeunesse, ce pourcentage augmente à 27,2% en 1914, année où elle inaugure son service de référence jeunesse.

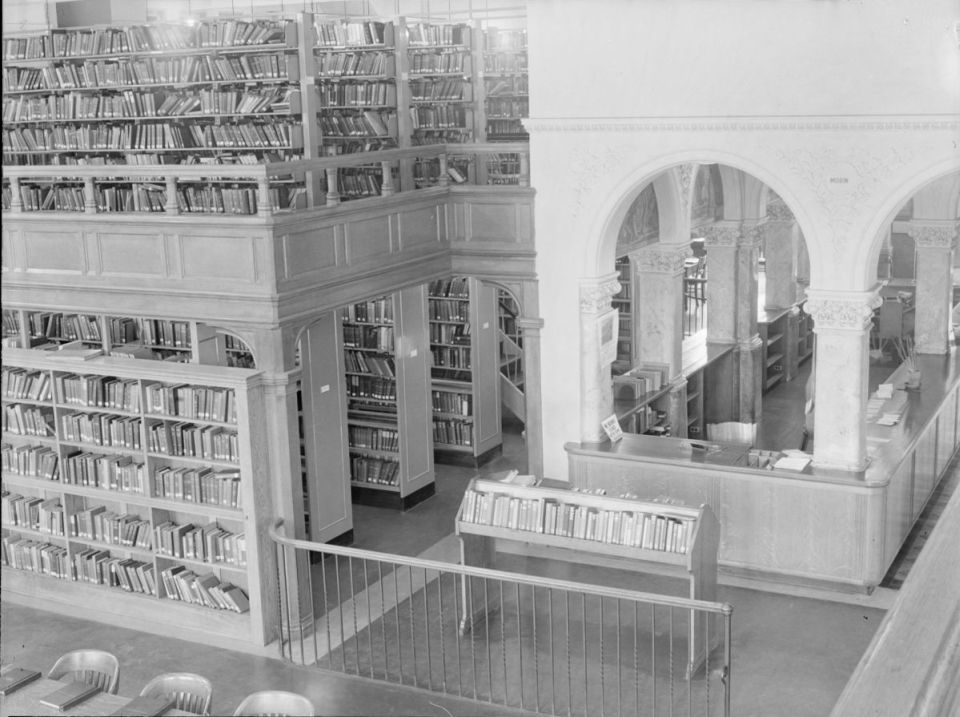
News. Westmount Library BAnQ P48S1P02764

#### Accès physique aux collections
Avant le 19e siècle, les bibliothèques, limitant l'accès aux collections, se considèrent comme les gardiens du savoir. Ce point de vue s’assouplie au tournant du 19e siècle lorsque les bibliothécaires militent pour un meilleur accès aux documents par les usagers. En 1906, Saxe obtient l'autorisation de distribuer des droits d’accès aux rayons à certains usagers. En 1915, le Library Committee annonce que l’accès universel ne peut qu’être octroyé que par un changement majeur des installations, permettant une circulation plus facile entre les rayons. Robert Findlay est alors mandaté pour élaborer les changements nécessaires et, au printemps 1917, la Bibliothèque publique de Westmount offre aux usagers l'accès sans contrainte à ses rayons.